# Olocausto in Austria
L'Olocausto in Austria fu l'operazione sistematica di persecuzione, saccheggio e sterminio degli ebrei da parte dei nazisti tedeschi e austriaci dal 1938 al 1945. Si stima che furono assassinati circa 65.000 ebrei mentre altri 125.000 furono costretti a fuggire dall'Austria come rifugiati.

## Ebrei in Austria prima del 1938
Negli anni '30, gli ebrei fiorirono in Austria con figure di spicco nelle scienze, nelle arti, nell'industria e nei commerci di ogni genere. Al tempo dell'Anschluss con la Germania nazista nel 1938, la popolazione ebraica dell'Austria fu di circa 192.000 persone, principalmente residenti a Vienna. L'Austria aveva già una importante eredità antisemita che trovò la sua piena espressione in Adolf Hitler. Nel 1895 l'antisemita austriaco Karl Lueger ottenne la maggioranza dei seggi nel comune di Vienna e fu nominato sindaco della capitale austriaca. Nel 1922, con l'intenzione di deridere il feroce antisemitismo a Vienna, dove gli studenti universitari ebrei furono regolarmente attaccati, l'austriaco Hugo Bettauer scrisse un romanzo futuristico intitolato La città senza ebrei, testo che si rivelò tragicamente preveggente.

## Anschluss
Quando Adolf Hitler salì al potere in Germania nel 1933, l'annessione dell'Austria divenne uno degli obiettivi primari della politica estera nazista. L'Austria fu incorporata nel Terzo Reich il 13 marzo 1938, il giorno dopo che le truppe tedesche entrarono in Austria, accolte dagli austriaci acclamanti con saluti nazisti e bandiere naziste. Fu emanata una legge che dichiarò l'Austria "una delle terre dell'Impero tedesco" con il nome di "Ostmark". Il 10 aprile si tenne il referendum sull'Anschluss: secondo i dati ufficiali del Reich, con il voto del 99,08% della popolazione, l'Anschluss fu approvato dal 99,75% dei voti.

## Violenze e persecuzioni antisemite
Dopo l'Anschluss, la persecuzione degli ebrei fu immediata e di incredibile violenza. Furono promulgate le leggi razziali tedesche in Austria, secondo queste leggi gli ebrei persero il diritto di voto, 220.000 persone divennero quindi considerate "nuovi" ebrei in Austria, più della cifra precedentemente accettata di 182.000. Fu effettuata una riorganizzazione forzata delle comunità ebraiche per volere di Adolf Eichmann e molti austriaci regolari si unirono ai nazisti nell'obiettivo di terrorizzare gli ebrei. Tutte le organizzazioni e i giornali ebraici furono chiusi e i loro dirigenti imprigionati, non furono più ammessi sui mezzi pubblici, i docenti ebrei dell'Università di medicina di Vienna furono licenziati.
Gli ebrei furono vittime anche di atti di umiliazione pubblica, infatti furono costretti a lavare i marciapiedi e i bagni pubblici, a volte solo con spazzolini da denti o anche a mani nude, in un caso alcuni ebrei furono radunati di sabato e costretti a mangiare l'erba al Prater, un famoso parco di divertimenti viennese. Durante la Kristallnacht nel novembre 1938, ebbero luogo i pogrom antiebraici in Germania e Austria. Le sinagoghe furono profanate e distrutte, le case e le botteghe appartenenti agli ebrei furono saccheggiate. L'8 agosto 1938 venne allestito a Mauthausen il primo campo di concentramento austriaco.

### Saccheggio di proprietà ebraiche
Le proprietà ebraiche furono sequestrate dagli austriaci come azione dell'Olocausto. Ci fu un massiccio trasferimento di case, attività commerciali, proprietà immobiliari, attività finanziarie e opere d'arte dagli ebrei verso i non ebrei. Fu organizzato un meccanismo ben orchestrato di saccheggio, deposito e rivendita, che coinvolse la Gestapo, la Vugesta, la casa d'aste Dorotheum, anche vari trasportatori e musei di Vienna trasferirono le opere d'arte e gli altri beni sequestrati agli ebrei nelle mani dei non ebrei.
Il libro Unser Wien di Tina Walzer e Stephan Templ descrive in dettaglio come centinaia di attività commerciali ebraiche a Vienna furono sequestrate dai nazisti e non furono più restituite dopo la guerra.

### Emigrazione forzata
Nel maggio 1938, i nazisti consentirono alla comunità ebraica di Vienna di riprendere le attività, con un obiettivo prefissato: organizzare e accelerare l'emigrazione di massa degli ebrei dall'Austria. L'Ufficio palestinese dell'Organizzazione sionista mondiale fu autorizzato ad aiutare l'emigrazione ebraica. Nell'agosto 1938 fu istituito l'Ufficio centrale per l'emigrazione ebraica sotto la guida di Adolf Eichmann. Tra gli emigranti ci furono anche celebrità del calibro di Sigmund Freud e Emmerich Kálmán. Dopo l'arresto di tutti i leader ebrei nel marzo 1938, Eichmann nominò personalmente Levengertz, Josef Löwenherz capo della comunità ebraica. Il 22 agosto 1938, Eichmann scrisse a Berlino che il suo ufficio forniva quotidianamente i documenti per l'emigrazione a 200 ebrei.
In fuga dalle persecuzioni, 62.958 ebrei emigrarono nel 1938 e altri 54.451 nel 1939. Secondo alcune stime, allo scoppio della guerra nel settembre 1939, ben 126.445 ebrei avevano già lasciato l'Austria. Nel paese rimasero tra 58.000 e 66.260 ebrei, fino all'ottobre 1941 quando fu vietata l'emigrazione dal Reich. Alla conferenza di Wannsee del 20 gennaio 1942 furono presentati i seguenti dati: 147.000 ebrei emigrarono dall'Austria dal 15 marzo 1938 al 31 ottobre 1941, 43.700 rimasero.

## Isolamento, deportazione e sterminio

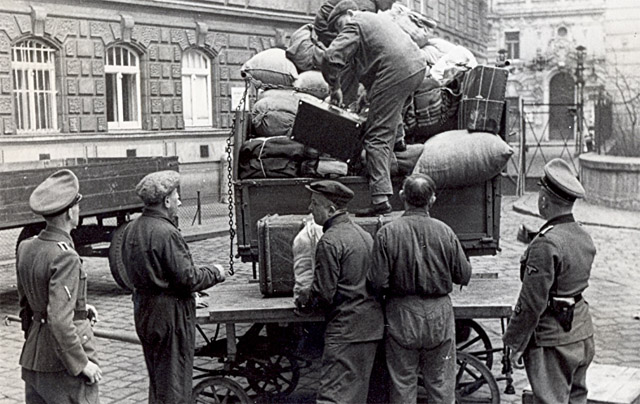
Deportazione degli ebrei da Vienna, 1942

Nell'ottobre 1939 iniziò la deportazione degli ebrei austriaci in Polonia, parte di un piano più ampio per riunire tutta la popolazione ebraica europea in un territorio: 1.584 persone furono deportate nella regione di Lublino. La deportazione degli ebrei nei campi di sterminio iniziò nel febbraio 1941. Dopo la Conferenza di Wannsee, questo processo fu accelerato. La comunità viennese fu ufficialmente liquidata il 1º novembre 1942, momento in cui rimasero in Austria circa 7.000 ebrei. Le deportazioni continuarono fino al marzo 1945.
In seguito agli eventi dell'Olocausto, persero la vita tra i 60.000 e i 65.000 ebrei austriaci, quasi la totalità di coloro che non partirono prima della guerra. Meno di 800 ebrei (per lo più coniugi di cittadini austriaci) sopravvissero fino alla liberazione di Vienna da parte delle truppe sovietiche il 13 aprile 1945. Nel 1950, la comunità ebraica in Austria contava 13.396 persone (di cui 12.450 vivevano a Vienna).

## Proteste e resistenza
Al 1º gennaio 2016, ci furono 106 austriaci riconosciuti dallo Yad Vashem Institute of Holocaust and Heroism come Giusti tra le nazioni per aver aiutato e salvato gli ebrei durante l'Olocausto a rischio della propria vita.

## Ricordo dell'Olocausto

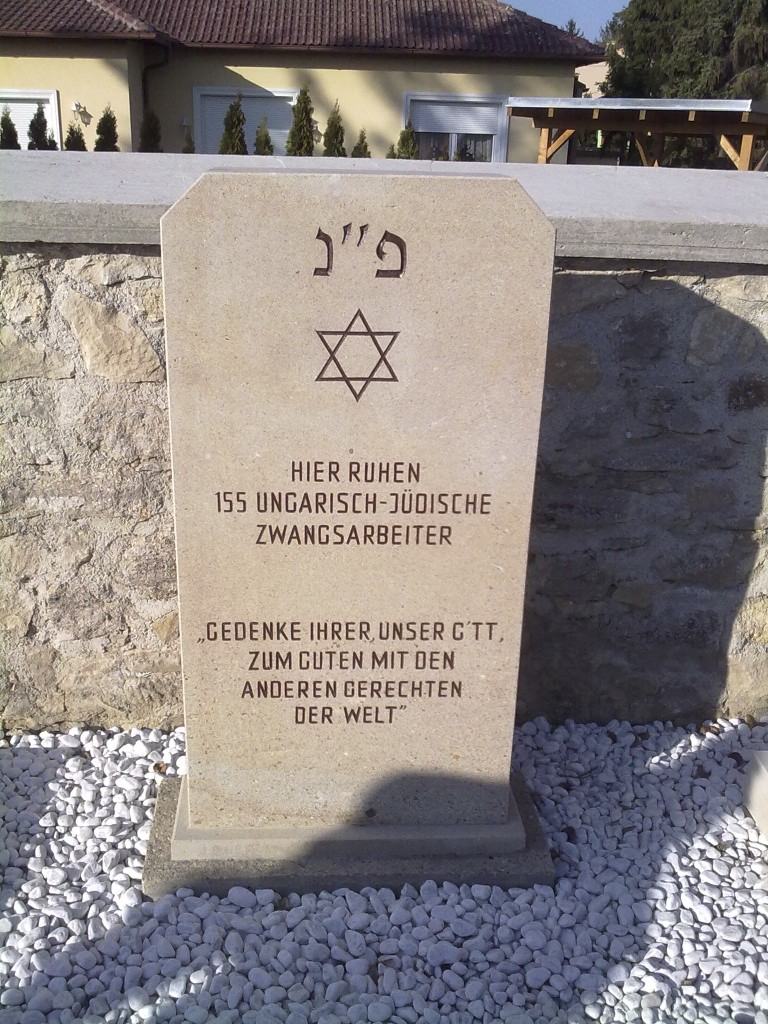
Monumento alle vittime dell'Olocausto a Bruck an der Leitha

Fino agli anni '80, la società austriaca ha accettato la teoria della "prima vittima", che riteneva l'Austria come una vittima, non un sostenitore entusiasta della Germania nazista, riuscendo quindi ad eludere le responsabilità per i crimini del Terzo Reich.
Sebbene durante gli anni '60 il genocidio nazista fosse stato ben documentato negli Archivi della resistenza austriaca, l'effettivo studio critico dell'Olocausto non entrò nel mainstream della storiografia austriaca fino agli anni '80. L'impulso furono le elezioni presidenziali in Austria nel 1986, avviate dopo lo scandalo sul passato nazista di Kurt Waldheim. Nel 1988 fu istituita la Commissione Storica per indagare sul saccheggio delle proprietà durante il periodo nazista, nonché sulla restituzione e il risarcimento dopo il 1945.
L'Austria è membro dell'International Holocaust Remembrance Alliance. Mentre molte città in Austria hanno costruito dei memoriali per le vittime dell'Olocausto, come ad esempio il Monumento alle vittime ebraiche austriache della Shoah, fino a qualche tempo fa fu criticata la mancanza della specificità dei nomi effettivi delle vittime. Il 9 novembre 2021 (vale a dire, nell'83º anniversario della Kristallnacht), il governo austriaco inaugurò un "Memoriale del muro dei nomi della Shoah" in un luogo importante nel centro di Vienna, il Parco Ostarrichi. Questo monumento commemorativo riporta i nomi di 64.440 ebrei austriaci assassinati durante l'Olocausto. È noto che altre circa 1.000 persone furono assassinate, ma i loro nomi purtroppo sono andati perduti. Questo monumento commemorativo è costituito da 160 lastre di granito disposte secondo uno schema ovale (ogni lastra è larga 1 me alta 2 m). Alcuni monumenti delle vittime sono stati ripetutamente vandalizzati. Uno studio del 2019 ha rilevato che la maggior parte degli adulti austriaci ignorava in gran parte l'Olocausto.

## Negazione dell'Olocausto
La negazione dell'Olocausto in Austria è un reato. I negazionisti dell'Olocausto sono perseguiti ai sensi della sezione 3 del Constitutional Prohibition Act del 1947 (Verbotsgesetz 1947), come emendato nel 1992: la legge si applica alle persone che pubblicamente negano, sminuiscono, approvano o giustificano i crimini del nazionalsocialismo; i trasgressori sono puniti con la reclusione da uno a dieci anni (in casi particolarmente pericolosi fino a venti anni).
Questa legge è stata ripetutamente applicata nella pratica. In particolare, il 14 gennaio 2008 Wolfgang Frolich fu condannato a 6 anni e mezzo di carcere e il 27 aprile 2009 lo scrittore Gerd Honzik fu condannato a 5 anni di carcere. Il giudice Stephen Apostol definì Honzik "uno dei leader ideologici" dei neonazisti europei. Il caso più famoso in Austria fu l'arresto e il processo dello storico britannico David Irving nel 2006: fu condannato a 3 anni di carcere, anche se dopo 13 mesi di carcere, il tribunale sospese la pena e lo espulse dal paese.

## Autori austriaci dell'Olocausto
Adolf Hitler si suicidò il 30 aprile 1945, una settimana prima della fine della guerra in Europa. Il nazista austriaco e, per breve tempo, cancelliere d'Austria, Arthur Seyss-Inquart, fu condannato a morte al processo di Norimberga e giustiziato nel 1946 mentre molti altri nazisti austriaci sfuggirono del tutto all'accusa. Franz Josef Huber, capo della Gestapo e responsabile dell'omicidio di decine di migliaia di ebrei austriaci, dopo la guerra continuò a lavorare per l'intelligence tedesca e fu protetto dall'accusa.

## Ostacoli alla restituzione
La restituzione dei beni in seguito l'Olocausto fu argomento controverso e incontrò alcune difficoltà in Austria. Per molti anni, la posizione storica ufficiale della "prima vittima" ha rimosso l'obbligo legale di riparare i crimini nazisti, lasciando così in sospeso il problema della restituzione. L'arresto e la detenzione di Stephen Templ, che inventariò le proprietà saccheggiate dai nazisti a Vienna, fu fortemente criticato. Nel 2021, in risposta alle critiche sulle politiche di restituzione dell'Austria, la città di Vienna minacciò di citare in giudizio un discendente americano della famiglia Rothschild per diffamazione.